# Magnolia panamensis
Magnolia panamensis este o specie de plante din genul Magnolia, familia Magnoliaceae, descrisă de H.H.Iltis și Vazquez. A fost clasificată de IUCN ca specie în pericol.
Este endemică în Panama. Conform Catalogue of Life specia Magnolia panamensis nu are subspecii cunoscute.